# Zamostea, Manevîci
Zamostea (în ucraineană Замостя) este un sat în comuna Karasîn din raionul Manevîci, regiunea Volînia, Ucraina.

## Demografie
Componența lingvistică a localității Zamostea
     Ucraineană (99,67%)
     Alte limbi (0,33%)
Conform recensământului din 2001, majoritatea populației localității Zamostea era vorbitoare de ucraineană (99,67%), existând în minoritate și vorbitori de alte limbi.